# كرر ترادفي
تحدث التكرارات الترادفية في الحمض النووي عندما يتكرر نمط واحد أو أكثر من النيوكليوتيدات وتكون التكرارات متجاورة مباشرة مع بعضها البعض.  تشكل العديد من مجالات البروتين أيضًا تكرارات ترادفية داخل هيكلها الأساسي من الأحماض الأمينية، مثل تكرارات المدرع . ومع ذلك في البروتينات تكون التكرارات الترادفية المثالية غير محتملة في معظم البروتينات الموجودة في الجسم الحي ، ومعظم التكرارات المعروفة موجودة في البروتينات التي تم تصميمها. 
على سبيل المثال :
ATTCG ATTCG ATTCG
حيث يتم تكرار تسلسل ATTCG ثلاث مرات.

## المصطلحات
وعندما يتكرر ما بين 10 إلى 60 نيوكليوتيدات، يطلق عليه اسم القمر الصناعي الصغير . تُعرف تلك التي تحتوي على عدد أقل باسم ميكروساتيليت أو التكرارات الترادفية القصيرة .
عند وجود تكرار اثنين من النيوكليوتيدات ، يسمى ذلك تكرار دينوكليوتيدات (على سبيل المثال: ACACACAC. . . ). يؤثر عدم استقرار الميكروساتليت في سرطان القولون الوراثي غير السليلي بشكل شائع في تلك المناطق. 
عندما تتكرر ثلاث نيوكليوتيدات، يطلق عليه تكرار ثلاثي النوكليوتيدات (على سبيل المثال: CAGCAGCAGCAG...)، ويمكن أن يؤدي هذا الشذوذ في هذه المناطق إلى اضطرابات تكرار ثلاثي النوكليوتيدات .
عندما يكون رقم نسخة وحدة التكرار متغيرًا في المجموعة التي يتم أخذها في الاعتبار، فإنه يطلق عليه تكرار ترادفي برقم متغير (VNTR). يصنف MeSH التكرارات الترادفية ذات الأرقام المتغيرة بأنها ساتليت صغير أو "ميني ساتليت" . 

## الآلية
يمكن أن تحدث التكرارات الترادفية من خلال آليات مختلفة. على سبيل المثال، إنزلاق خاطئ للشريط المزدوج (SSM)، (المعروف أيضًا باسم انزلاق النسخ المتماثل )، فهو طفرة تحدث أثناء تكرار الحمض النووي. وهو ينطوي على تمسخ وإزاحة شريط الحمض النووي، مما يؤدي إلى سوء إقران القواعد التكميلية. يعد الاختلال في الشريط المنزلق أحد التفسيرات لأصل وتطور تسلسلات الحمض النووي المتكررة.
تشمل الآليات الأخرى التقاطع غير المتكافئ وتحويل الجينات.

## الاستخدامات
يصف التكرار الترادفي النمط الذي يساعد في تحديد السمات الموروثة للفرد.
يمكن أن تكون التكرارات الترادفية مفيدة جدًا في تحديد النسب . تُستخدم التكرارات الترادفية القصيرة في بعض اختبارات الحمض النووي للأنساب . يتم فحص الحمض النووي من الميكروساتليت داخل الحمض النووي الكروموسومي. ويمكن تحديد النسب من خلال التشابه في هذه المناطق.
التكرارات الترادفية متعددة الأشكال (المعروفة باسم VNTRs) موجودة أيضًا في الكائنات الحية الدقيقة ويمكن استخدامها لتتبع أصل تفشي المرض. يُطلق على الاختبار المقابل الذي يتم فيه كتابة مجموعة من VNTRs لتوصيف السلالة في أغلب الأحيان اسم MLVA (تحليل متعدد المواقع VNTR).
في مجال علوم الكمبيوتر يمكن اكتشاف التكرارات الترادفية في السلاسل (على سبيل المثال، تسلسلات الحمض النووي) بكفاءة باستخدام تفرعات لاحقة أو مصفوفات لاحقة .
ربطت الدراسات التي أجريت في عام 2004 بين اللدونة الجينية غير العادية للكلاب والطفرات في التكرارات الترادفية. 
توصف التكرارات الترادفية المتداخلة بأنها أطوال وحدات متكررة تكون متغيرة أو غير معروفة وتتضمن في كثير من الأحيان تسلسلًا هرميًا غير متماثل لوحدات متكررة أصغر. يتم إنشاء هذه التكرارات من مجموعات متميزة من المونومرات ذات الطول المتماثل. تم إنشاء خوارزمية تُعرف باسم NTRprism من قبل الباحثين في معهد أوكسفورد نانوبور تكنولوجي لتمكين شرح الهياكل المتكررة في مصفوفات الدنا ذات ساتليت مبني. تم تطوير خوارزمية "إن تي آر بريزم" للعثور على دورية تكرار ساتليت . 

## أنظر أيضا
- ميكروساتليت
- ميني ساتليت
- تكرار Pro
- تكرار متقطع
- ساتليت الحمض النووي
- قاعدة بيانات التكرار الترادفي
- موضع التكرار الترادفي
- تكرار عدد ترادفي متغير
- ساتل الحمض النووي

## روابط خارجية
- أمثلة:
  - VNTRs نسخة محفوظة 9 نوفمبر 2020 على موقع واي باك مشين. - معلومات وأمثلة متحركة
- قواعد بيانات:
  - TRDB - قاعدة البيانات المتكررة الترادفية نسخة محفوظة 1 أبريل 2022 على موقع واي باك مشين.
  - الكائنات الحية الدقيقة جنبا إلى جنب يكرر قاعدة البيانات
  - قاعدة بيانات متكررة ترادفية قصيرة
  - يتكرر جنبا إلى جنب في الجينومات الرئيسية
- ادوات البحث:
  - TAPO: طريقة مشتركة لتحديد التكرارات الترادفية في هياكل البروتين
  - جنبا إلى جنب يكرر الباحث
  - مريبس نسخة محفوظة 29 سبتمبر 2011 على موقع واي باك مشين.
  - نجمة
  - شظية
  - TRED - يتكرر الترادفي على مسافة التحرير
  - جنبا إلى جنب
  - يكرر مكتشف الأقمار الصناعية الصغيرة
  - JSTRING - بحث Java عن التكرارات الترادفية في الجينومات
  - Phobos - أداة بحث متكررة ترادفية للتكرارات المثالية وغير الكاملة - يعتمد الحد الأقصى لحجم النمط فقط على القوة الحسابية
  - UGENE - ترادف مفتوح المصدر فائق السرعة وفعال في الذاكرة يكرر تنفيذ أداة البحث.
  - TRAL: مكتبة التعليقات التوضيحية المتكررة الترادفية - أداة تنبؤ وصفية مع تصفية إحصائية، مع مجموعة من الوظائف لتكرار التعليقات التوضيحية والتحليلات نسخة محفوظة 6 يوليو 2020 على موقع واي باك مشين.